# 475 Ocllo
475 Ocllo (provisorisk beteckning: 1901 HN) är asteroid som korsar planeten Mars omloppsbana. Den upptäcktes 14 augusti 1901 av astronomen DeLisle Stewart från Arequipa, Peru. Det var den första asteroiden som upptäcktes i Sydamerika, och också den första som upptäcktes på den södra hemisfären. Asteroiden har fått sitt namn efter Ocllo, en mytologisk drottning inom Inkafolkets mytologi.